# Louis d'Aurelle de Paladines
Louis Jean-Baptiste d'Aurelle de Paladines (9 de enero de 1804 - 17 de diciembre de 1877) fue un general francés.

## Biografía
Nació en Le Malzieu-Ville, Lozère, educado en el Pritaneo Nacional Militar y St. Cyr, entró al ejército como subteniente de infantería en 1824. Sirvió con distinción en Argelia entre 1841 y 1848, convirtiéndose en teniente coronel y en oficial de la Legión de Honor. Tomó parte en las campañas romanas de 1848 y 1849, y se hizo coronel.
Sirvió como general de brigada durante la Guerra de Crimea de 1854-56, siendo promovido a general de división y comendador de la Legión de Honor. Durante la campaña en Lombardía en 1859 obtuvo el comandamiento en Marsella, y supervisó el envío de hombres y suministros al lugar de guerra, y por sus servicios fue nombrado gran oficial de la Legión de Honor.
Puesto en la lista de reserva en 1869, fue llamado al mando en Marsella al estallar la guerra franco-prusiana de 1870-71. Después de la primera captura de Orléans por los alemanes, fue designado por el Gobierno de la Defensa Nacional, en noviembre de 1870, al mando del Ejército del Loira (a pesar de ser monárquico y sus creencias católicas). Al principio tuvo mucho éxito contra von der Tann-Rathsamhausen, ganando la batalla de Coulmiers y obligando a los alemanes a evacuar Orléans, pero la capitulación de Metz líberó a tropas alemanas adicionales para oponerse a él, y, después de su derrota en la Beaune la Rolande y posterior lucha sin éxito cerca de Orléans, resultando en su recaptura por los alemanes en diciembre, Aurelle se retiró a la Sologne y fue reemplazado. Después de que el gobierno se rindió a Prusia en enero de 1871, el general Paladines fue nombrado jefe de la Guardia Nacional, cuyos miembros estaban profundamente resentidos por tenerlo como su comandante.
Después del armisticio fue elegido a la Asamblea Nacional por los departamentos de Allier y Gironde. Se sentó por Allier y fue uno de los quince oficiales elegidos para colaborar en las negociaciones de paz. Fue condecorado con la gran cruz de la Legión de Honor, y recibió el mando en Burdeos, pero se retiró en 1872. Elegido senador vitalicio en 1875, apoyó a la mayoría monárquica de 1876. Murió en Versalles en 1877.
Fue el autor de La Première Armée de la Loire, publicado en 1872.